# SM-veckan 2016 (sommar)
SM-veckan sommar 2016 arrangeras i Norrköping mellan den 6 och 13 juli 2016 och drivs av Riksidrottsförbundet i samarbete med Norrköpings kommun och Sveriges Television. Årets tävlingar satte rekord i antalet idrotter med 47 stycken.

## Deltagande sporter[1]
- Bangolf
- Beachhandboll
- Beachvattenpolo
- Boule (precisionsskytte)
- Bowling
- Brottning (fristil)
- Bågskytte
- Casting
- Civil flygfemkamp
- Crosscart sprint special
- Cykel (landsväg kortdistans)
- Dragkamp (lag)
- Fallskärmshoppning (precision)
- Flaggfotboll
- Friidrott (100 km)
- Friidrott (lag-SM)
- Frisbeesport (allround)
- Frisbeesport (par-SM discgolf)
- Frisbeesport (mixed ultimate)
- Handigolf
- Inlines
- Inlinehockey
- Islandshästridning
- Jetski
- Kanotpolo
- Lerduveskytte
- Motocross
- Orienteringsskytte
- Precisionsflyg
- Radiostyrd bilsport
- Rallysprint
- Roller derby
- Rugby
- Rullskidor
- Rullstolstennis
- Simning
- Stand up paddle board
- Streetbasket (3×3)
- Styrkelyft och bänkpress (klassiskt)
- Superenduro
- Surfski
- Taido
- Tennis (lag-SM)
- Trampolin (gymnastik)
- Tricking
- Tyngdlyftning
- Öppet vatten-simning